# 图什河畔普莱桑斯
圖什河畔普莱桑斯（法語：Plaisance-du-Touch，法語發音：[plɛzɑ̃s dy tuʃ]），或纯音译作普莱桑斯迪图什，是法国上加龙省的一个市镇，属于图卢兹区。该市镇总面积26.53平方公里，2009年时的人口为16148人。

## 人口
图什河畔普莱桑斯人口变化图示